# العطيفية
العطيفية منطقة سكنية في جانب الكرخ في بغداد، وهي الموضع التي بنى فيها الخليفة العباسي أبو جعفر المنصور مدينته المدورة وشكلت نواة لبغداد الحديثة. العطيفية ليست مركز المدينة الحالية ولكنها مجاورة للمركز. يحيط بها نهر دجلة من جهتي الشمال والشرق.

## التسمية
نسبة إلى (عطيفة) وهو من احفاد حميضة شريف مكة. وكان الشريف حميضة قد تزوج من امرأة عراقية وانجبت له ولداً إسمه (محمد) فقد بقي هذا الولد مع أخواله في العراق واصبحت له ذرية كبيرة، واشتهر من نسله عطيفة هذا الذي توفي سنة ( 934ه‍/1528م) وقد نال هذا الرجل حظوة لدى الشاه إسماعيل الصفوي عند احتلاله بغداد سنة (914 ه‍) حيث أقطعه الشاه الأراضي المعروفة باسمه على شاطيء دجلة بين بغداد و الكاظمية، كما عينه أميراً للحج وسادناً للروضة الكاظمية.